# Cattedrale dell'Assunzione della Beata Vergine Maria (Gorzów Wielkopolski)
La cattedrale dell'Assunzione della Beata Vergine Maria (in polacco: Katedra Wniebowzięcia Najświętszej Maryi Panny) è la cattedrale cattolica della città di Gorzów Wielkopolski, in Polonia, e sede della diocesi di Zielona Góra-Gorzów.

## Storia
L'attuale chiesa cattedrale è il più antico edificio di Gorzów Wielkopolski. È stata costruita nella seconda metà del XIII secolo come chiesa parrocchiale. Originariamente progettata come basilica romanica, ha in seguito assunto un aspetto gotico. La forma originale della chiesa ha subito tuttavia solo lievi cambiamenti nel corso degli anni. Nel XV secolo è stato costruito il presbiterio, nel XVII interventi sulla massiccia torre e poco dopo le due cappelle gotiche. La torre fu costruita a cavallo del XIII e XIV secolo, ad ovest del corpo centrale della chiesa, originariamente aveva solo cinque degli attuali sette piani.
I più significativi cambiamenti nella struttura della cattedrale hanno avuto luogo negli interni, che vennero gradualmente modificati a partire dal 1537, per rispondere alle esigenze della chiesa evangelica, cui era passata la chiesa. In tale epoca venne creato l'altare manierista con una scena della crocifissione nella parte centrale e le figure dei dodici apostoli sui lati. Vennero eliminati gli altri altari precedentemente presenti e le sculture.
Nel 1945 la città di Gorzów fu trasferita alla Polonia e la chiesa restituita al culto cattolico ed elevata a cattedrale il 12 dicembre dello stesso anno. Tra gli anni 1953 e 1956 la cattedrale fu riadattata alle esigenze della fede cattolica. Nel 1997 ha ricevuto la visita di papa Giovanni Paolo II.
Riparazioni importanti si sono avute negli anni 1561, 1566, 1821-1822, 1902-1909, 1935-1936 , 1953-1956, oltre che nel 1621 e nel 1708 per lavori relativi esclusivamente alla torre.

## Galleria d'immagini

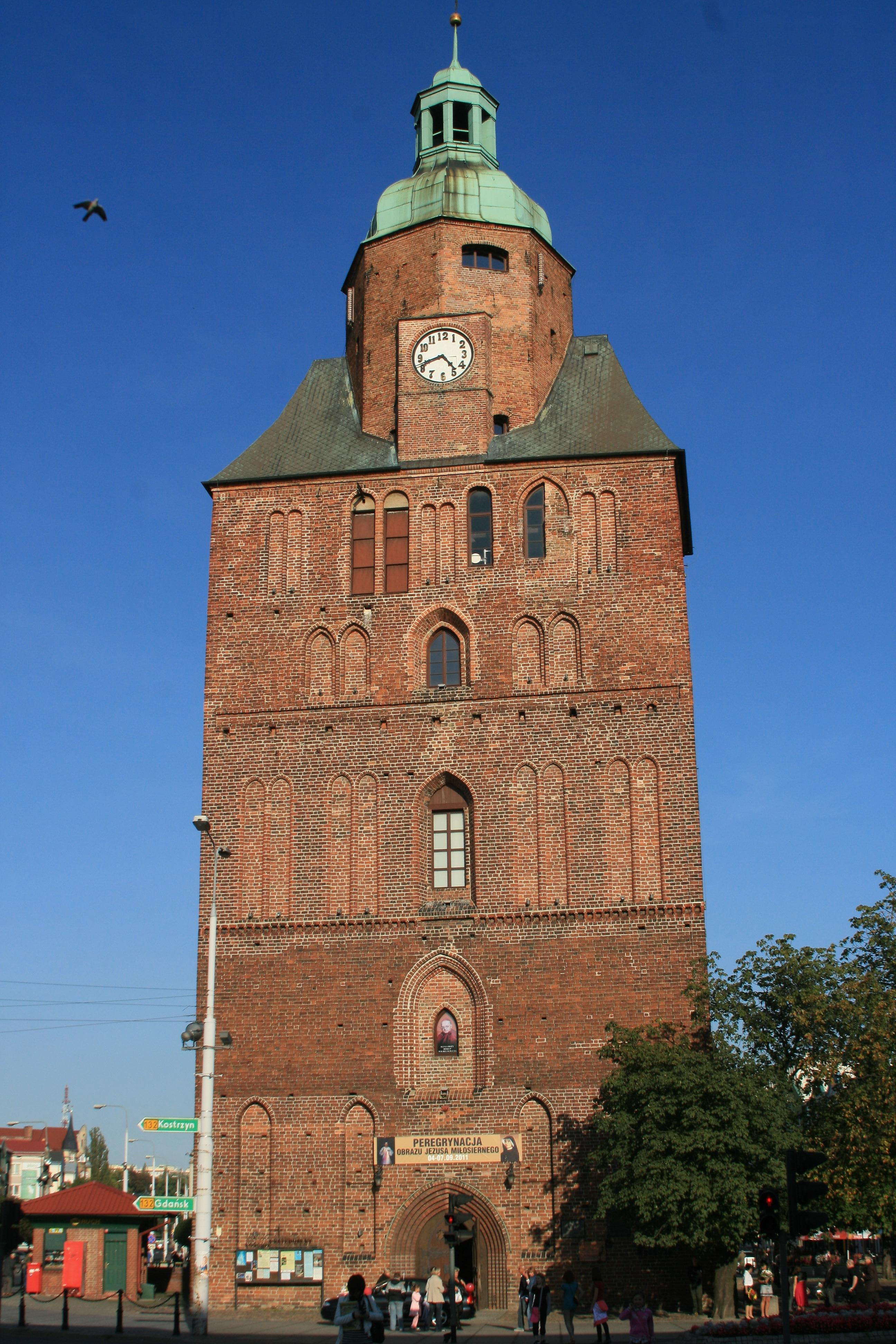
La facciata con la torre.
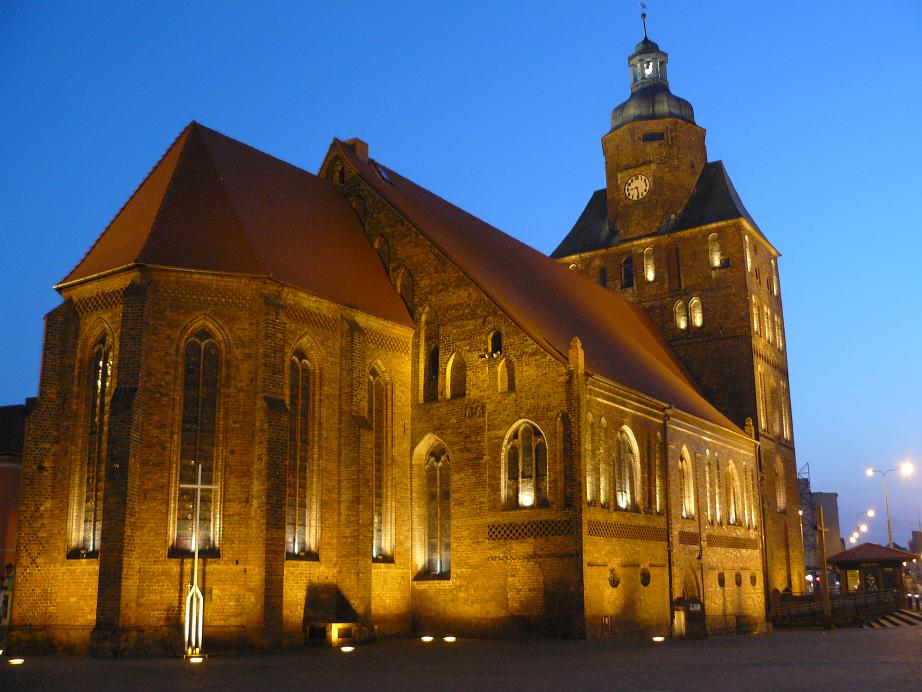
La cattedrale di notte.
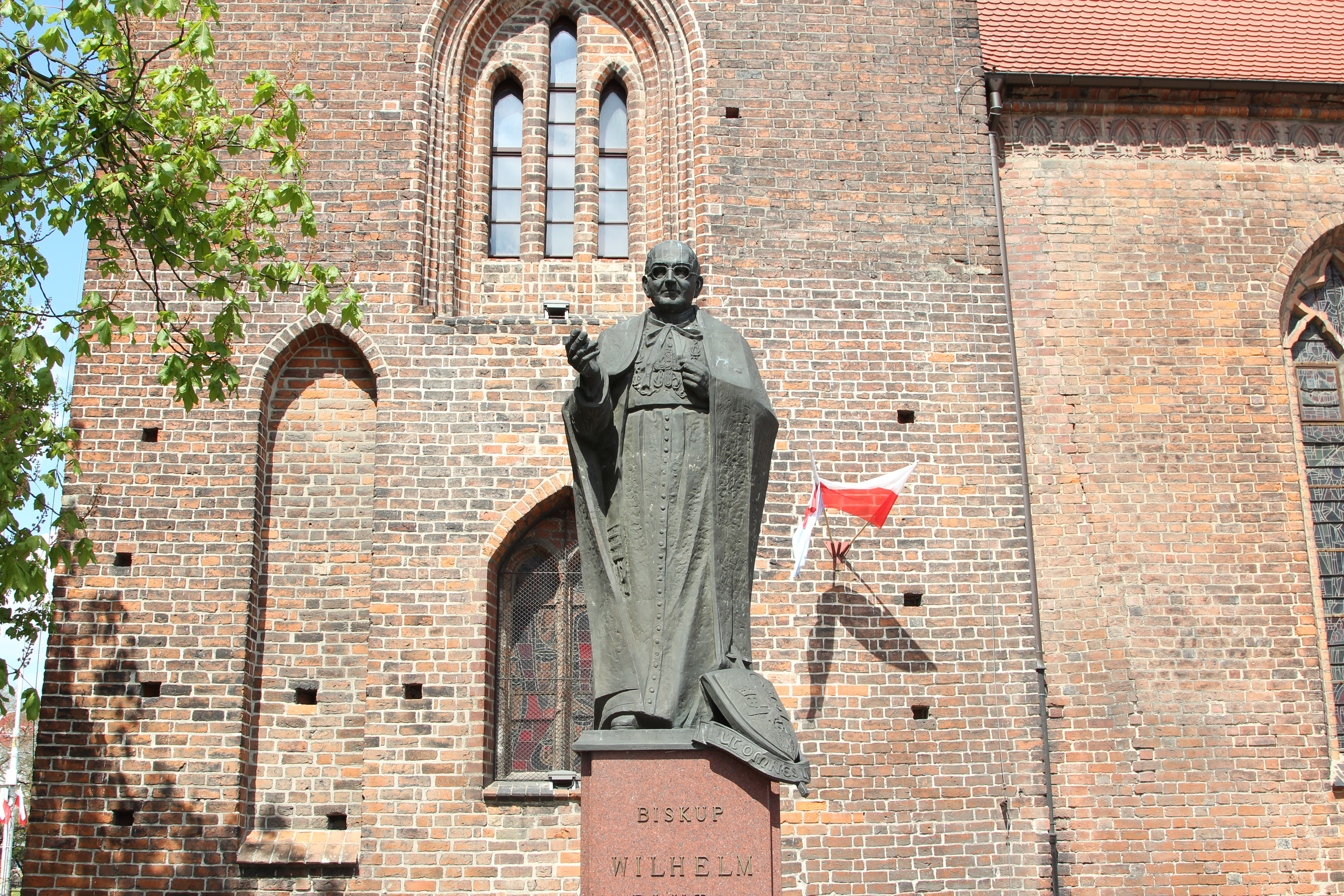
Monumento a Wilhelm Pluta.